# Église Saint-Simon-et-Saint-Jude de Metz
L’église Saint-Simon-et-Saint-Jude est un édifice religieux catholique sis à Metz dans le quartier des Îles (ancien quartier Fort-Moselle). De style néoclassique et construite en 1735 l'église bénéficie du patronage de deux saints: les apôtres Simon et Jude, toujours cités ensemble (dans les listes d’apôtres) et liturgiquement fêtés le même jour: 28 octobre.

## Contexte historique
L’église est contemporaine du quartier du Fort Moselle, dont elle constitue le cœur. Dès 1735, le maréchal de Belle-Isle envisage d’édifier une église dans la Ville-Neuve, sur la double couronne du Fort Moselle construite par Cormontaigne.

## Construction et aménagements
En juin 1735, les chanoines réguliers de l’abbaye de Saint-Pierremont, disciples de saint Pierre Fourier, obtiennent de Louis XV un terrain entre le pont des Morts et la porte de France pour construire un hospice refuge.
Le 25 octobre, la chapelle de l’hospice, au milieu des bâtiments militaires de la place de France, est assignée comme église à la paroisse pour la Ville-Neuve du Fort-Moselle, Devant-Les-Ponts, Le Ban-Saint-Martin, la maison de la Planche, la Grande-Tape et Ladonchamps (annexe du village de Woippy). Sur l’actuelle place de France, Claude de Saint-Simon pose la première pierre de la construction de l’église en 1735 et dédie l’édifice à saint Simon. L’église est achevée en 1740. Pour des raisons stratégiques, l’église n’a pas de clocher afin qu’un ennemi potentiel ne puisse bombarder le fort en visant l’église. Stanislas Leszczynski, y attribue une manse pour la fondation d’un collège d’enseignement en 1755 . En 1778, la dépouille de François-Michel Durand de Distroff, parlementaire et diplomate de mérite, y est inhumée.

## Affectations successives
En 1790, sécularisée, Saint-Simon-Saint-Jude devient « propriété nationale », l’inscription est lisible au fronton. Elle est conservée en 1791 comme oratoire de la paroisse. En 1921, Jean-Baptiste Pelt confia la responsabilité de la paroisse à la Congrégation de la Mission, dite des Lazaristes. L’année suivante est lancé le pèlerinage à Saint-Jude, invoqué pour les causes difficiles et humainement désespérées. Elles ne manquent pas[non neutre]. Chaque dernier mercredi du mois, une foule nombreuse vient prier à ce pèlerinage.
L’église, les façades et toitures des bâtiments adjacents (4 à 9 place de France) ainsi que le sol de la place de France font l’objet d’une inscription au titre des monuments historiques depuis le 6 décembre 1989.

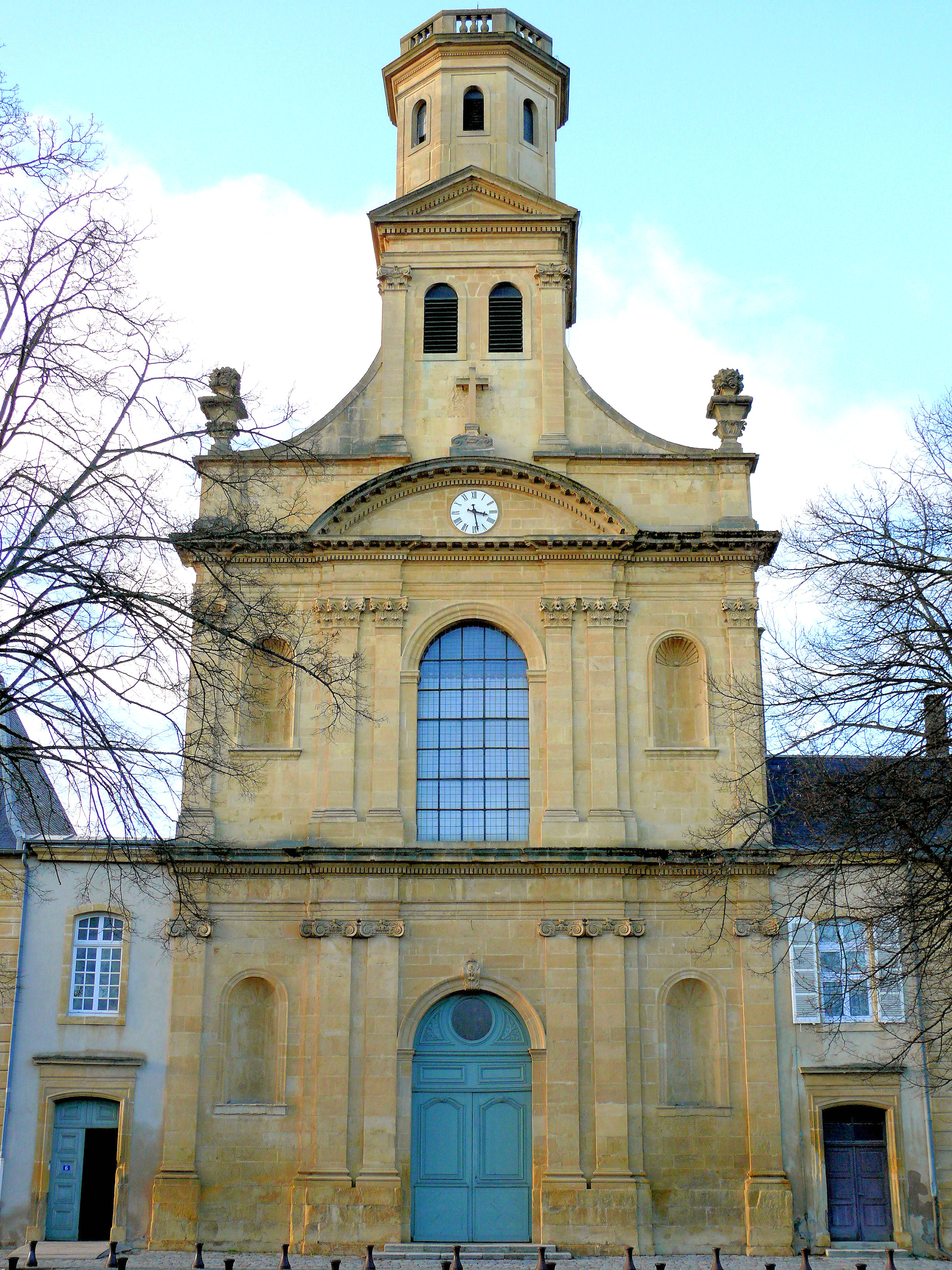
Façade
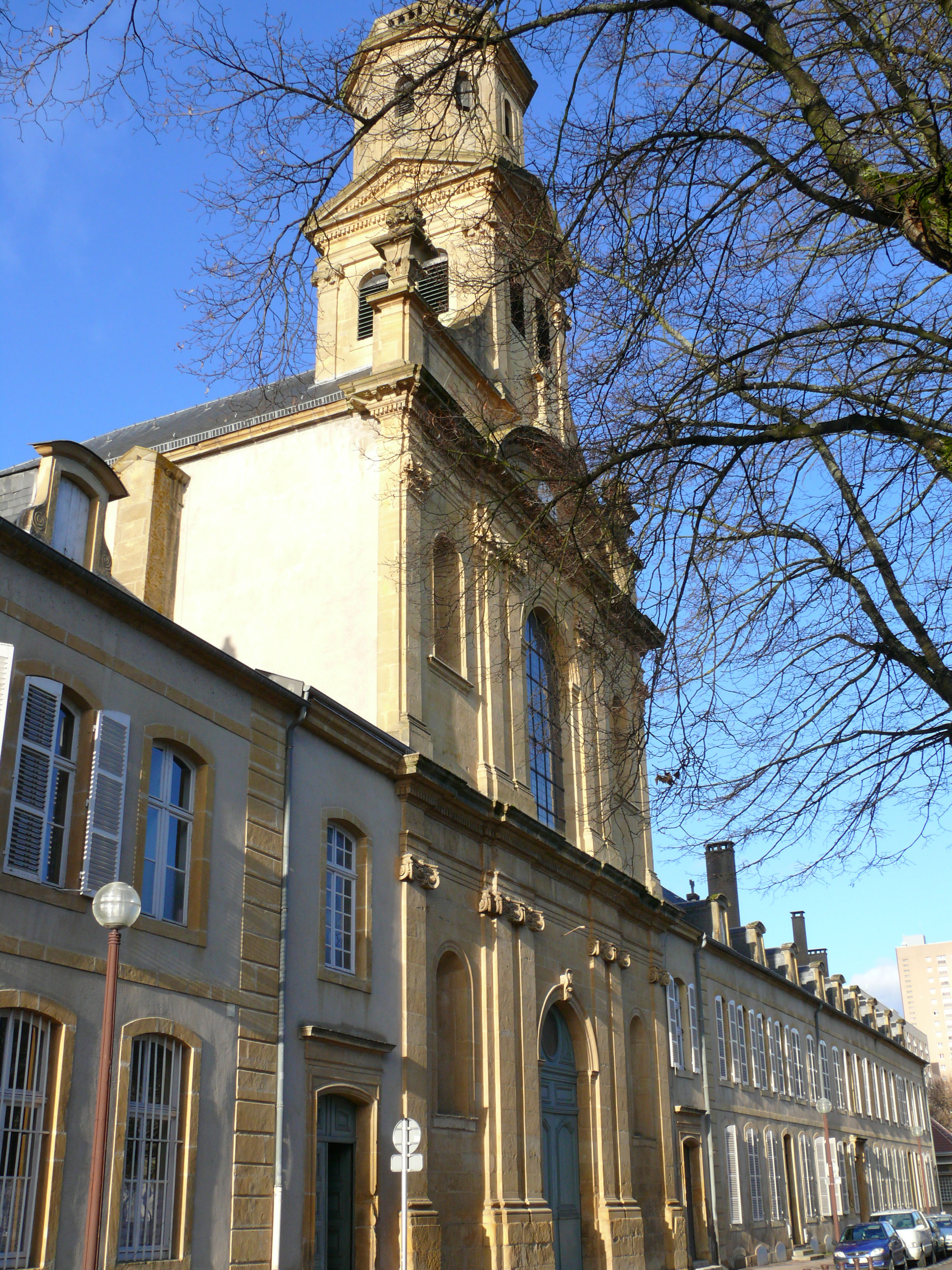
Vue de la rue Georges-Aimé
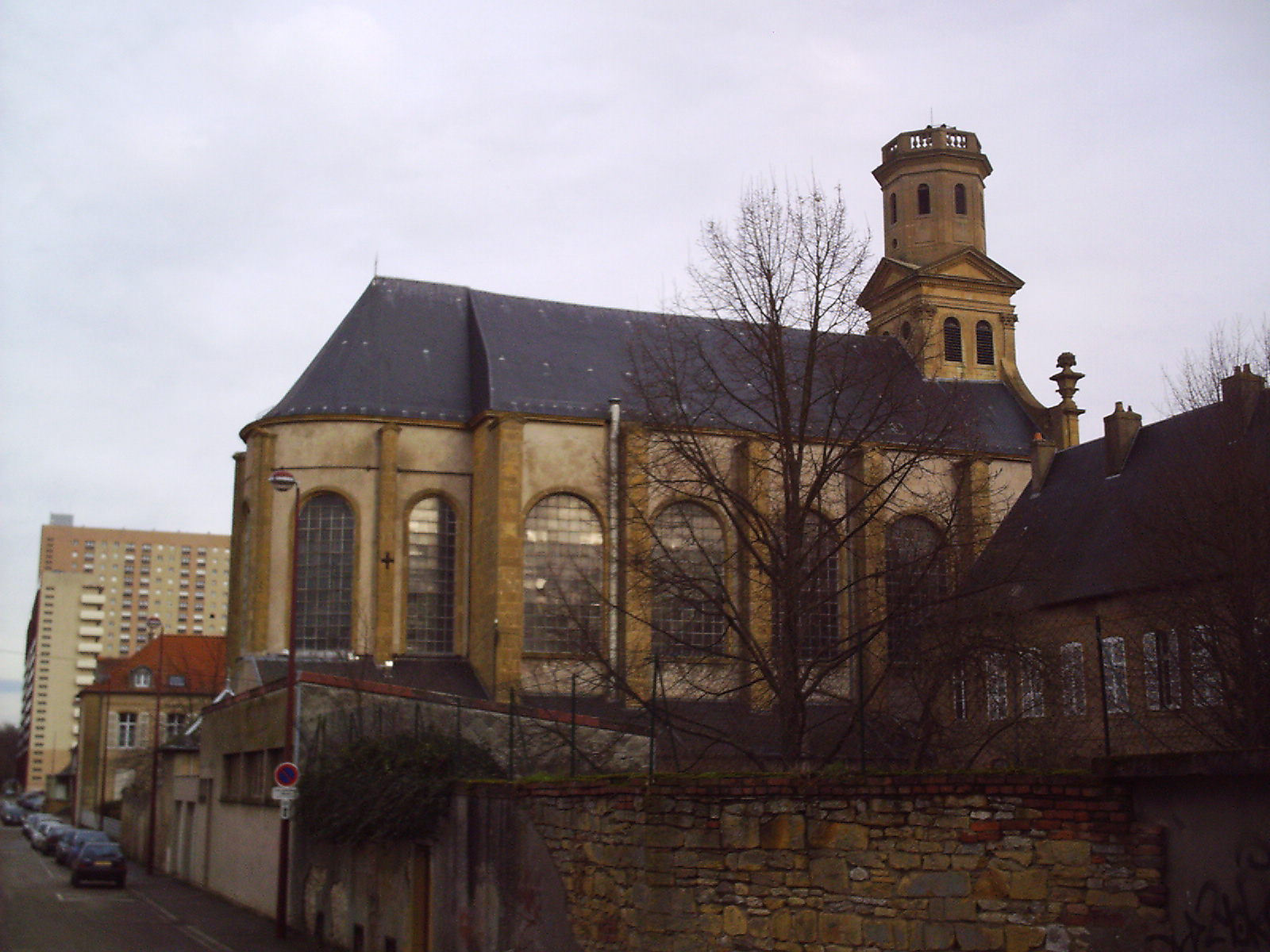
Église vue de côté, depuis la rue Rochambeau
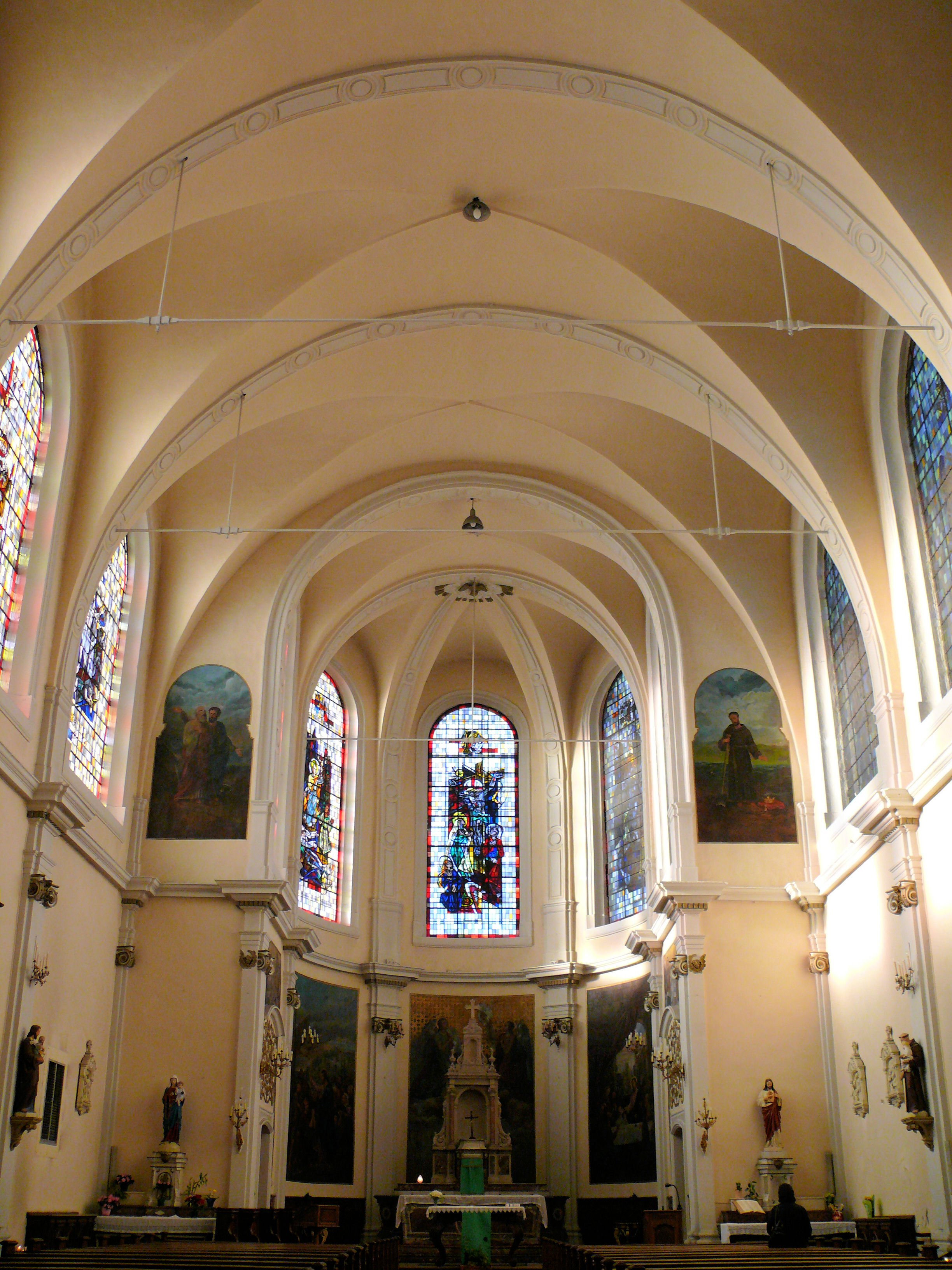
Nef et chœur
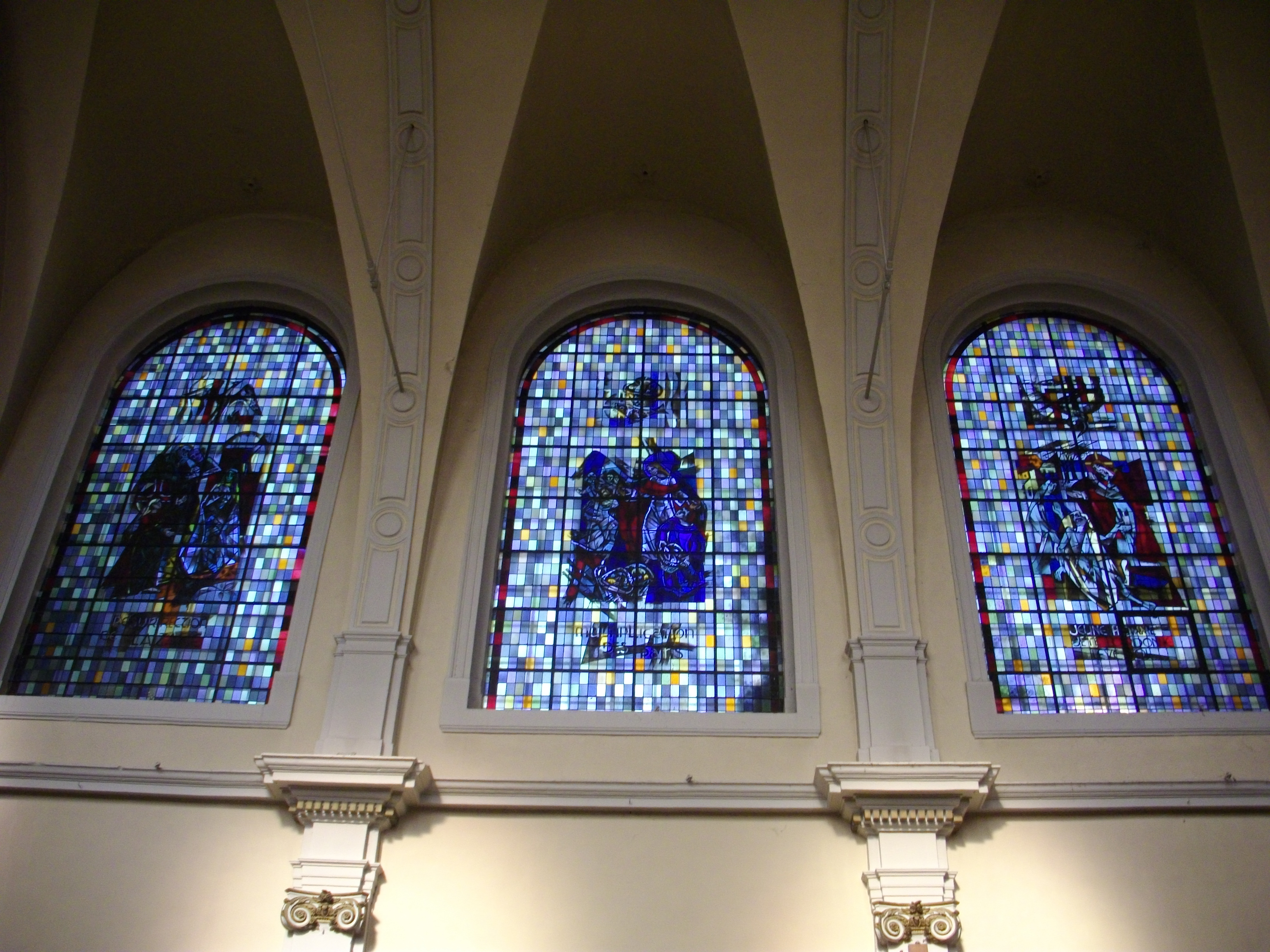
Vitraux
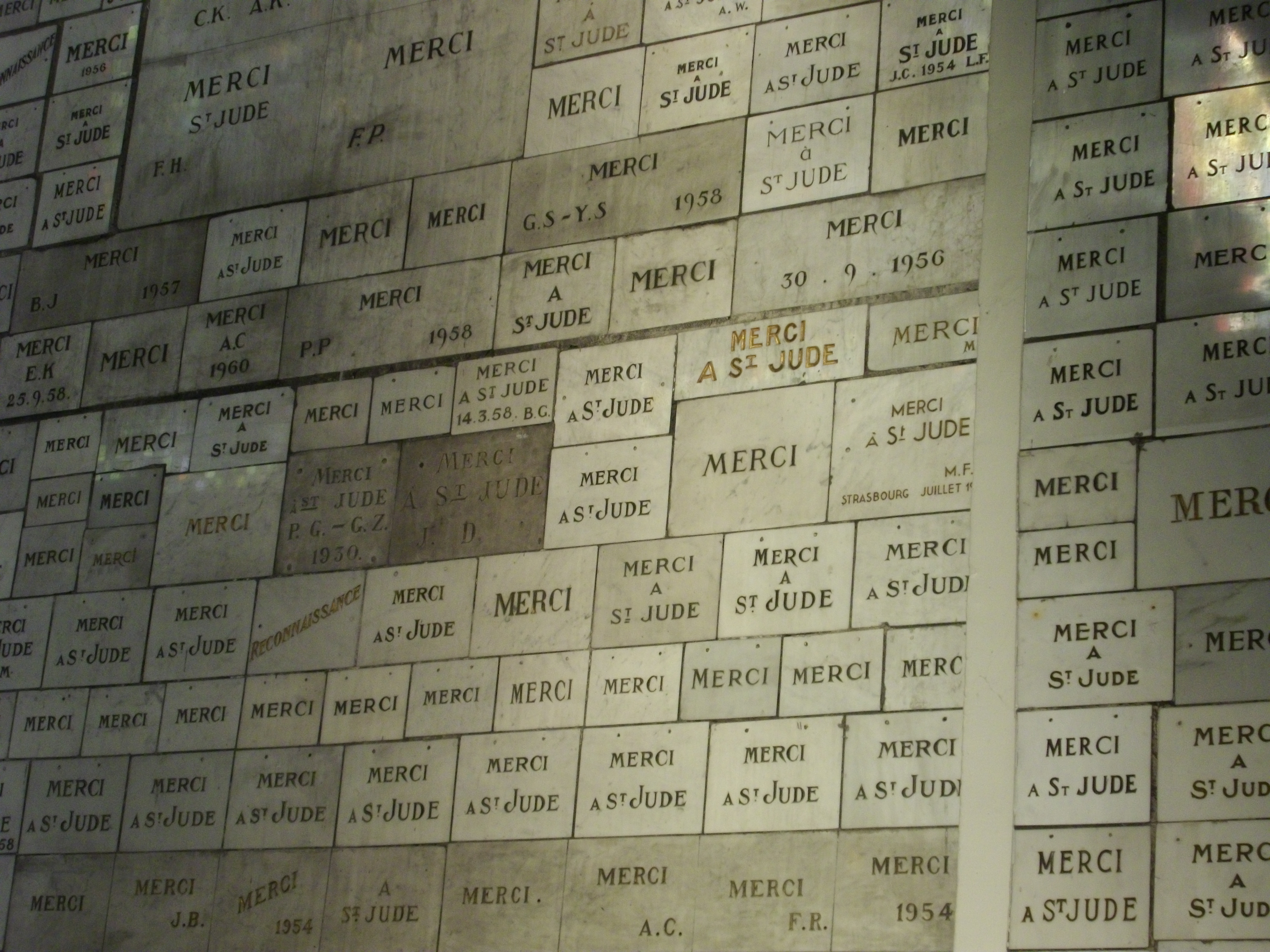
Ex-votos